# Kjøbenhavns Forstæders Sporveisselskab
Kjøbenhavns Forstæders Sporveisselskab (KFS) var et sporvejsselskab, der drev tre hestesporvognslinjer i København. Selskabet blev stiftet i 1872 og begyndte driften i 1873. Det blev fusioneret med fire andre selskaber til De kjøbenhavnske Sporveje i 1898.

## Historie
Kjøbenhavns Forstæders Sporveiiselskab blev stiftet som et aktieselskab 14. august 1872, efter at vognmanden O.V. Bruun havde fået koncession på at bygge og drive en sporvejslinje mellem Trianglen og Gammel Kongevej 5. august 1872. Linjen åbnede for driften 12. april 1873. Til at begynde med kørtes der med ni sporvogne, der kørte hvert niende minut. Oprindeligt kørtes fra Trianglen ad Blegdamsvej, hvorfra der kørtes via Læssøesgade, Sortedams Dossering og Baggesensgade til Blågårdsgade. Herfra fortsattes via H.C. Ørsteds Vej - Niels Ebbesens Vej og Vodroffsvej til Gammel Kongevej. 31. december 1873 forlængedes den ad Vesterbrogade til Tivoli og i sommeren 1878 videre til den nuværende Rådhuspladsen. Indimellem blev linjen rettet ud i foråret 1875, så kørslen via Sortedam Dossering blev erstattet af en mere direkte linjeføring via Fælledvej.
7. oktober 1882 fik selskabet koncession på Farimagsgadelinien, der åbnede 22. juli 1883. Til at begynde med kørtes der med otte enetages vogne, der kørte hvert syvende minut. Fra starten kørtes fra Trianglen ad Øster Farimagsgade og Nørre Farimagsgade til krydset med Gyldenløvesgade. Det var dog kun første etape, og allerede 10. august 1883 forlængedes linjen ad Vester Farimagsgade til Klampenborgstationen på Københavns anden banegård. 1. oktober 1883 åbnedes så tredje og sidste etape ad Jernbanegade til Rådhuspladsen.
Sammen med koncessionen på Farimagsgadelinieb fik selskabet også koncession på sin tredje og sidste linje, Nørregadelinien, der åbnede 20. juli 1884. Til at begynde med kørtes der med fem enetages sporvogne hvert syvende minut. Oprindeligt kørtes fra Sølvtorvet ad Øster Farimagsgade, Vendersgade og Nørregade til Dyrkøb ved siden af Vor Frue Kirke. 30. marts 1894 omlagdes linjen fra Dyrkøb til en ny endestation på Gammeltorv.
O.V. Bruun døde 23. juli 1884 og blev efterfulgt af Emil Lautrup, der tidligere havde været inspektør på Frederiks Hospital. I løbet af 1890'erne blev der anskaffet flere sporvogne til alle tre linjer. 1. august 1898 blev Kjøbenhavns Forstæders Sporveisselskab fusioneret med fire andre sporvejs- og hesteomnibusselskaber til De kjøbenhavnske Sporveje (DKS). Kjøbenhavns Forstæders Sporveisselskab var på det tidspunkt det bedst drevne af de københavnske sporvejsselskaber og havde så sent som i 1896 udbetalt ikke mindre end 16 % i dividende. Ved fusionen blev aktionærerne tilbudt 650 kr. for hver 200 kr.-aktie eller en tilsvarende post aktier i det nye selskab til kurs pari. Emil Lautrup blev desuden direktør i det nye selskab, en stilling han beholdt indtil sin død i 1902.
Efter fusionen blev Farimagsgadelinien omstillet til elektrisk drift 10. september 1901. Blegdamsvejlinien fulgte 18. september 1901 og blev samtidig forlænget fra Trianglen til Strandboulevarden. 19. juli 1902 byttede Blegdamsvejlinien endestationer i syd med Enghavevejlinien, der kørte mellem Kapelvej og Enghavevej. Derefter kom Blegdamsvejlinien til at køre fra Trianglen til Enghave Remise, mens den tidligere Enghavevejlinien kom til at køre fra Kapelvej til Rådhuspladsen. 27. november 1902 indførtes der linjenumre, så Blegdamsvejlinien blev til linje 3, Farimagsgadelinien til linje 4 og Nørregadelinien til linje 11. Sidstnævnte blev ikke elektrificeret. I stedet blev den afkortes fra Sølvgade til Vendersgade 24. april 1903 og nedlagt som Københavns sidste hestesporvognslinje 14. juni 1915.

## Remiser
- Blegdamsvej - Etableret i 1873, afviklet i 1901 og erstattet af en ny remise til elektriske sporvogne.[15]
- Øster Farimagsgade - Etableret i 1884, afviklet i 1903 og erstattet af Ahlefeldtsgade Remise.[16][17]

## Linjenet
| Linje              | Oprettet       | Ophørt                              | Linieføring i 1897 | Bemærkninger                          |
| ------------------ | -------------- | ----------------------------------- | --- | ------------------------------------- |
| Blegdamsvejlinien  | 12. april 1873 | 18. september 1901 (elektrificeret) | Trianglen - Blegdamsvej - Fælledvej - Blågårdsgade - Åboulevard - H.C. Ørsteds Vej - Niels Ebbesens Vej - Vodroffsvej - Gammel Kongevej - Trommesalen - Vesterbrogade - Rådhuspladsen | Fik linienummer 3 27. november 1902.  |
| Farimagsgadelinien | 22. juli 1883  | 10. september 1901 (elektrificeret) | Trianglen - Østerbrogade - Øster Farimagsgade - Nørre Farimagsgade - Vester Farimagsgade - Jernbanegade - Rådhuspladsen                                                               | Fik linienummer 4 27. november 1902.  |
| Nørregadelinien    | 20. juli 1884  | 14. juni 1915                       | Sølvtorvet - Øster Farimagsgade - Nørre Farimagsgade - Vendersgade - Nørregade - Gammeltorv                                                                                           | Fik linienummer 11 27. november 1902. |